# Underwriter
Bineural (Asegurada en Español). Es una película Canadiense grabada originalmente en Estados Unidos y Australia. La película está protagonizada por Britanny Taylor y producida por el francés Frank Darabont para la cadena YTV en Canadá.

## Trama
La película gira en torno a Mady (Britanny Taylor), Trevor (Drake Miller) y James (Mitchel Musso), unos estudiantes problemáticos de la preparatoria privada de San Diego que después de causar un severo problema en su escuela, son mandados a estudiar a una escuela de aptitudes especiales a los Estados Unidos donde conocen a Katy (Jessica Parker Kennedy), una modelo inglesa que los estafa asegurándoles un lugar en un concurso de talentos en Australia donde los pierde a propósito por venganza ya que el lugar de ella en dicha escuela fue sustituido por los chicos. Ahora ella tiene que encontrar la salida de un bosque enorme para poder pedir ayuda.

## Reparto

### Personajes Principales
- Mady - Britanny Taylor

- Trevor - Drake Miller

- James - Mitchel Musso

- Katy - Jessica Parker Kennedy

## Producción
La grabación de la película empezó el 16 de junio de 2007  en los estudios Hollywood Center Studios  en los Ángeles para las Tomas internas y en Australia para las Tomas externas y las Tomas del bosque, también la película fue filmada en Ridge, British Columbia en julio de 2007. La producción de la película se llevó a cabo por Goldering Production quien fue la productora principal de este proyecto. La película está dirigida y producida por el francés Frank Darabont quien se tomó la oportunidad de filmar una película canadiense.

## Banda sonora
La película fue acompañada por su propia banda sonora que incluía las canciones interpretadas en la Película y otras canciones grabadas especialmente para esta. La Banda Sonora se estrenó el 30 de agosto de 2007 en Estados Unidos y Canadá exclusivamente, la banda sonora debutó en su primera lista en la posición número 67 del Canadian Albums Chart y la posición número 64 del Billboard 200 de Estados Unidos vendiendo más de 14 000 copias legales.

## Lista de canciones
| Underwriter |                              |                                 |          |  |
| N.º         | Título                       | Intérprete                      | Duración |  |
| 1.          | «Sounding like never»        | Britanny Taylor                 | 2:53     |  |
| 2.          | «The Rock»                   | The Cast                        | 2:39     |  |
| 3.          | «So alone»                   | Britanny Taylor                 | 3:21     |  |
| 4.          | «Is the time»                | Mitchell Musso, Britanny Taylor | 2:46     |  |
| 5.          | «A solution»                 | The Cast                        | 2:44     |  |
| 6.          | «Best forever»               | Raven Symone                    | 2:37     |  |
| 7.          | «Black Hole (Versión Remix)» | Lindsay Lohan                   | 3:49     |  |
| 34:54       |                              |                                 |          |  |

## Recepción
La película obtuvo una recepción visual de 3.9 millones de espectadores en Canadá y 2.1 millones en Estados Unidos, también obtuvo una recepción del 10.64 en Australia y su mayor recepción en Nueva Zelanda con 11.9 Millones de espectadores en la televisión nacional.